# Trigonephrus
Trigonephrus is een geslacht van weekdieren uit de klasse van de Gastropoda (slakken).

## Soort
- Trigonephrus globulus (O. F. Müller, 1774)